# El Niño (pel·lícula)
El Niño és una pel·lícula espanyola dirigida per Daniel Monzón, amb guió del mateix Montsó i de Jorge Guerricaechevarría. Protagonitzada pel debutant Jesús Castro, al costat de Luis Tosar, Sergi López i Bárbara Lennie, la pel·lícula es va estrenar a Espanya el 29 d'agost de 2014.
Erròniament, la pel·lícula s'ha relacionat amb la figura de Mohamed Taieb Ahmed, àlies El Nene, encara que el seu director ha negat que sigui així assenyalant que el llargmetratge usa com a base la mescla de la vida de diversos narcotraficants dels anys 1980 que operaven entre les costes del nord d'Àfrica i les de Cadis, sense centrar-se en cap figura en concret.

## Argument
Narra la iniciació de dos joves en el món del narcotràfic. Al seu torn, dos agents de policia especialitzats a desmantellar xarxes de drogues persegueixen aquesta trama i a tots dos joves. La història transcorre en el estret de Gibraltar.

## Repartiment
- Jesús Castro és El Niño.
- Luis Tosar és Jesús.
- Sergi López és Vicente.
- Bárbara Lennie es Eva.
- Ian McShane és El Inglés.
- Eduard Fernández és Sergio.
- Mariam Bachir és Amina.
- Jesús Carroza és El Compi.
- Moussa Maaskri és Rachid.
- Said Chatiby és Halil

## Recepció
En el seu primer cap de setmana la pel·lícula va ser vista per 420.000 espectadors deixant 2,85 milions d'euros en taquilla. Aquestes dades inicials són encara millors que les aconseguides per Ocho apellidos vascos, l'altra gran estrena espanyola de l'any.

## Banda sonora
India Martínez posa la seva veu en la banda sonora de la pel·lícula amb el tema "Niño sin miedo".

## Palmarès cinematogràfic
XXIX Premis Goya
| Categoria                        | Persona                                                       | Resultat   |
| -------------------------------- | ------------------------------------------------------------- | ---------- |
| Millor pel·lícula                | Millor pel·lícula                                             | Nominada   |
| Millor director                  | Daniel Monzón                                                 | Nominat    |
| Millor actriu de repartiment     | Bárbara Lennie                                                | Nominada   |
| Millor actor de repartiment      | Eduard Fernández                                              | Nominat    |
| Millor actor revelació           | Jesús Castro                                                  | Nominat    |
| Millor guió original             | Daniel Monzón Jorge Guerricaechevarría                        | Nominats   |
| Millor música original           | Roque Baños                                                   | Nominat    |
| Millor cançó original            | Nen sense por. India Martínez; Riki Rivera; David Santisteban | Guanyadors |
| Millor fotografia                | Carles Gusi Poquet                                            | Nominat    |
| Millor muntatge                  | Mapa Pastor                                                   | Nominada   |
| Millor direcció artística        | Antón Laguna                                                  | Nominat    |
| Millor direcció de producció     | Edmon Roch Toni Novella                                       | Guanyadors |
| Millor disseny de vestuari       | Tatiana Hernández                                             | Nominada   |
| Millor maquillatge i perruqueria | Raquel Fidalgo David Martí Noè Montes                         | Nominats   |
| Millor so                        | Sergio Bürmann Marc Orts Oriol Tarragó                        | Guanyadors |
| Millors efectes especials        | Raúl Romanillos Guillermo Orbe                                | Guanyadors |

Premis Platino
| Any  | Categoria              | Candidat    | Resultat |
| ---- | ---------------------- | ----------- | -------- |
| 2015 | Millor Música Original | Roque Baños | Nominat  |

Premis Gaudí de 2015
| Categoria                    | Persona                                | Resultat   |
| ---------------------------- | -------------------------------------- | ---------- |
| Millor direcció de producció | Edmon Roch Toni Novella                | Guanyadors |
| Millor actriu de repartiment | Bárbara Lennie                         | Guanyadora |
| Millor actor de repartiment  | Eduard Fernández                       | Guanyador  |
| Millor fotografia            | Carles Gusi Poquet                     | Guanyador  |
| Millor muntatge              | Mapa Pastor                            | Guanyadora |
| Millor música original       | Roque Baños                            | Guanyador  |
| Millor so                    | Sergio Bürmann Marc Orts Oriol Tarragó | Guanyadors |
| Millor director              | Daniel Monzón                          | Nominat    |
| Millor guió                  | Daniel Monzón Jorge Guerricaechevarría | Nominats   |
| Millor direcció artística    | Antón Laguna                           | Nominat    |
| Millor actor                 | Jesús Castro Luis Tosar                | Nominat    |
| Millor actor sedundari       | Sergi López i Ayats Luis Tosar         | Nominat    |

Premis YoGa
| Categoria    | Persona             | Resultat  |
| ------------ | ------------------- | --------- |
| Pitjor actor | Jesús Castro Romero | Guanyador |